# Carpilius convexus
Carpilius convexus is een krabbensoort uit de familie van de Carpiliidae. De wetenschappelijke naam van de soort is voor het eerst geldig gepubliceerd in 1775 door Forskål.